# Agustí Serra i Fontanet
Agustí Serra i Fontanet (Sabadell, 1841-1902) era un teixidor de llana, republicà federal i internacionalista. Com a dirigent sindical i estudiós del moviment obrer a Sabadell, va formar un important arxiu de documentació social. Era teixidor a mà. Va pertànyer al secretariat local de l'Associació Internacional de Treballadors, des de la seva constitució, el 29 d'octubre de 1868, tenint en compte que Sabadell va ser el primer lloc d'Espanya on es va establir aquesta entitat, formant-se després d'un acte presidit per l'etnòleg Élie Reclus, germà del cèlebre geògraf Élisée Reclus. Agustí Serra va ser dels organitzadors de la primera vaga del primer de maig, que va ser la de l'any 1890 i, poc després, va fundar el Centre d'Estudis Professionals on, sobretot, s'impartia que el treball s'havia de fer ben fet i amb cura; aquest centre pertanyia a la Federació Obrera Local, que era el sindicat d'aleshores.
Un institut de Sabadell porta el seu nom.